# Acceleration Team Netherlands
Acceleration Team Netherlands es el equipo neerlandés de Formula Acceleration 1, una serie internacional de carreras. Están dirigidos por el equipo belga Azerti Motorsport, propiedad de Wim Coekelbergs.

## Historia

### Temporada 2014
Conductores: Nigel Melker
El equipo anunció a Nigel Melker como su piloto para la temporada inaugural de Formula Acceleration 1.

## Conductores
| Nombre       | Temporadas | Carreras (inicios) | Título A1GP | 1° | SPR | PRIN | 2° | 3° | Poles | Vueltas rápidas | Pts. |
| ------------ | ---------- | ------------------ | ----------- | -- | --- | ---- | -- | -- | ----- | --------------- | ---- |
| Nigel Melker | 2014       | 2(2)               |             |    |     |      | 2  |    | 1     |                 | 34   |

## Resultados
| Conductor    | Carreras            | Carreras            | Carreras          | Carreras          | Carreras            | Carreras            | Carreras          | Carreras          | Carreras           | Carreras           | Carreras           | Carreras           | Carreras           | Carreras           | Carreras                    | Carreras                    | Pts. |
| Conductor    | Bandera de Portugal | Bandera de Portugal | Bandera de España | Bandera de España | Bandera de Alemania | Bandera de Alemania | Bandera de Italia | Bandera de Italia | Bandera de Bélgica | Bandera de Bélgica | Bandera de Francia | Bandera de Francia | Bandera de Hungría | Bandera de Hungría | Bandera de los Países Bajos | Bandera de los Países Bajos | Pts. |
| ------------ | ------------------- | ------------------- | ----------------- | ----------------- | ------------------- | ------------------- | ----------------- | ----------------- | ------------------ | ------------------ | ------------------ | ------------------ | ------------------ | ------------------ | --------------------------- | --------------------------- | ---- |
| Nigel Melker | 2                   | 2                   | P                 |                   |                     |                     |                   |                   |                    |                    |                    |                    |                    |                    |                             |                             | 34   |